# Ernst von Mirbach-Harff
Ernst Hubert Joseph Maria Graf von Mirbach-Harff, bis 1868 Ernst Freiherr von der Vorst-Lombeck-Gudenau, bis 1885 Ernst Freiherr von Gudenau-Mirbach (* 17. März 1845 in Harff, Rheinprovinz, Preußen; † 29. Mai 1901 in Düsseldorf, Rheinprovinz) war ein österreichischer Parlamentarier sowie Großgrundbesitzer in Mähren und der Rheinprovinz.

## Leben
Der zweite Sohn des preußischen Landrates Richard von Vorst-Gudenau und seiner Frau Juliana, geborene Gräfin von Hoyos-Sprinzenstein, wurde auf Schloss Harff in Rheinpreußen geboren. Ernst Freiherr von Vorst-Gudenau studierte an der Prager Karl-Ferdinands-Universität und der Rheinischen Friedrich-Wilhelms-Universität Bonn Rechtswissenschaften und Philosophie.
Mit der Volljährigkeit erbte er die 1815 von seinem Großvater Maximilian Freiherr Vorst von Gudenau angekaufte nordmährische Allodialherrschaft Ziadlowitz (Žádlovice) mit den angeschlossenen Gütern Augesd (Újezd), Halb-Braune (Vranová), Lexen (Líšnice) und Kalten-Lautsch (Studená Loučka). Das Schloss Ziadlowitz bei Loschitz (Loštice) machte er zu seinem Lebensmittelpunkt. 1868 wurde er als Freiherr von Gudenau-Mirbach in den böhmischen Freiherrnstand erhoben.
Nach dem Tode seines älteren Bruders Johann Wilhelm Graf von Mirbach-Harff, der am 19. Juni 1882 unverheiratet verstorben war, trat der k.k. Kämmerer Ernst von Gudenau-Mirbach dessen Erbe an und übersiedelte von Mähren nach Rheinpreußen. Am 27. März 1885 wurde ihm der nach dem Recht der Erstgeburt vererbliche Grafentitel von Mirbach-Harff und der damit verbundene rheinländische Fideikommiss (6147 Morgen) in den Kreisen Bergheim, Grevenbroich, Mönchengladbach, Heinsberg, Kempen und Solingen übertragen.
Zum Ende des 19. Jahrhunderts besaß Ernst von Mirbach-Harff die Rittergüter Harff und Pylshof im Kreis Bergheim, Enzen im Kreis Euskirchen, Honsdorf, Immendorf und Klein-Siersdorf im Kreis Geilenkirchen, Fürth im Kreis Gladbach, Schillingshof, Ingenfeld und Gustorfshof im Kreis Grevenbroich, Brockerhof im Kreis Kempen, Neuerburg und Karken im Kreis Heinsberg, Leidenhausen im Kreis Mühlheim, Vilich-Rheindorf im Kreis Bonn sowie Graven, Müllerhof, Hülserhof, Dückeburg, Schraffenberg, Vorst, Galkhausen und Rehborn im Kreis Solingen. Ernst von Mirbach-Harff war Ehrenritter des Deutschen Ordens.

## Parlamentarier
Ernst von der Vorst-Lombeck-Gudenau wurde 1879 als Vertreter des mährischen Großgrundbesitzes erstmals in das Abgeordnetenhaus gewählt. Noch vor Ablauf der Legislaturperiode legte er am 2. Juli 1883 auf Grund seiner Übersiedlung nach Rheinpreußen das Mandat nieder. Der daraufhin bei der Nachwahl gewählte Franz Carl Czeike von Badenfeld erklärte seinen Mandatsverzicht, sodass Max Kübeck von Kübau als Nachfolger in das Abgeordnetenhaus einzog.
Von der Vorst blieb fraktionslos, schloss sich aber dem Klub „Konservativer Großgrundbesitz“ an. Bei der Nachwahl zum Mährischen Landtag erhielt er 1878 dort ebenfalls ein Mandat und wurde 1879 als Vertreter des Fideikommissbesitzes wiedergewählt. Sein Mandat legte er am 2. Juli 1883 nieder.

## Familie
Am 29. August 1870 heiratete Ernst von Gudenau-Mirbach in Choltitz Wilhelmine Gräfin Thun und Hohenstein (1851–1929). Das Ehepaar hatte zehn Kinder, die mit Ausnahme des Erstgeborenen sämtlich auf Schloss Ziadlowitz zur Welt kamen:
- Wilhelm Maria Theodor Ernst Richard Freiherr von Mirbach (1871–1918), deutscher Diplomat und Botschafter
- Maria Juliane Wilhelmine Rudolfine Freiin von Mirbach (* 1872)
- Theodor Maria Freiherr von Mirbach (* 1874) ⚭ 1919 Maria Gräfin von Bissingen und Nippenburg (* 1881)
- Marie Rudolfine Freiin von Mirbach (1875–1945) ⚭ 1900 Friedrich Freiherr von Vittinghoff (1874–1959), deutscher Politiker
- Richard Rudolf Oswald Maria Freiherr von Mirbach (* 1877)
- Franz Maria Oswald Clemens Alfons Freiherr von Mirbach (* 1878) ⚭ 1938 Leoplodine Gräfin von Thun und Hohenstein (* 1889)
- Maria Nikolasine Freiin von Mirbach (* 1879)
- Maximilian Friedrich Johannes Maria Oktavian Freiherr von Mirbach (1880–1971), preußischer Landrat
- Friedrich-Karl Moritz Maria Benjamin Freiherr von Mirbach (* 1881)
- Maria Ottilia Karolina Freiin von Mirbach (* 1883)[4]